# Январский (микрорайон Перми)
Янва́рский —  микрорайон (внутригородской посёлок) в Орджоникидзевском районе города Перми Пермского края России.

## География
Микрорайон находится в левобережной части Орджоникидзевского района. Ограничен с севера и запада ручьём Грязный, за которым находятся микрорайоны КамГЭС и Фрунзе. С востока граничит с зоной садоводческих товариществ, на юге граница микрорайона проходит по долине речки Боковая, также занятой территорией садоводческих товариществ.
Основные улицы в широтном направлении: Январская и 1-я Верхотурская, в меридиональном – Верхоянская и Лянгасова.

## История
Микрорайон появился в конце 1920-х годах как район частной застройки работников предприятий пригородной зоны городов Мотовилихи и Перми. Официально включен в состав Перми в рамках организации Орджоникидзевского района в 1940 году.  

## Инфраструктура
Значимых промышленных предприятий и социальных объектов в микрорайоне нет.  
Зона малоэтажной застройки.

## Транспорт
Через микрорайон проходит четыре муниципальных автобусных маршрута: 
- 21 (кольцевой);
- 24 «Улица Памирская – Площадь Дружбы»;
- 48 «Микрорайон Январский – Чусовской водозабор»;
- 73 «Микрорайон Январский – Микрорайон Заозерье».